# Strangers Like Me
Strangers Like Me is een nummer van de Britse muzikant Phil Collins uit 1999. Het is de derde single van de soundtrack van de animatiefilm Tarzan.
"Strangers Like Me" beschrijft Tarzan's fascinatie voor Jane, Professor Porter en Clayton, die mensen zijn zoals hij, maar toch in elk opzicht totaal anders dan hij. Ook bevat het nummer een couplet dat Tarzans groeiende romantische gevoelens voor Jane beschrijft. De plaat flopte in het Verenigd Koninkrijk, maar werd in andere Europese landen wel een klein hitje. In Nederland reikte het tot de 18e positie in de Tipparade.